# Kamern
Kamern là một đô thị thuộc huyện Stendal, bang Sachsen-Anhalt, Đức. Đô thị Kamern có diện tích 31,83 km², dân số thời điểm ngày 31 tháng 12 năm 2006 là 739 người.